# Gertrude Gabl
 (décembre 2015).
Si vous disposez d'ouvrages ou d'articles de référence ou si vous connaissez des sites web de qualité traitant du thème abordé ici, merci de compléter l'article en donnant les références utiles à sa vérifiabilité et en les liant à la section « Notes et références ».
Gertrude Gabl, née le 26 août 1948 à Sankt Anton am Arlberg et morte le 18 janvier 1976, est une skieuse alpine autrichienne membre du Ski Club de l'Arlberg.

## Coupe du monde
- Vainqueur du classement général en 1969
  - Vainqueur de la coupe du monde de slalom en 1969
  - 7 victoires : 2 géants et 5 slaloms
  - 16 podiums

### Saison par saison
- Coupe du monde 1967 :
  - Classement général : 18e
- Coupe du monde 1968 :
  - Classement général : 7e
    - 1 victoire en géant : Heavenly Valley
    - 2 victoires en slalom : Grindelwald et Heavenly Valley
- Coupe du monde 1969 :
  - Classement général : 1re
    - Vainqueur de la coupe du monde de slalom
    - 1 victoire en géant : Vysoke Tatry
    - 3 victoires en slalom : Oberstaufen, Grindelwald et Vysoke Tatry
- Coupe du monde 1970 :
  - Classement général : 17e
- Coupe du monde 1971 :
  - Classement général : 9e
- Coupe du monde 1972 :
  - Classement général : 19e

## Arlberg-Kandahar
- Vainqueur du Kandahar 1969 à Sankt Anton
  - Vainqueur du slalom 1969 à Sankt Anton